# Hyboscarta teres
Hyboscarta teres är en insektsart som beskrevs av Jacobi 1908. Hyboscarta teres ingår i släktet Hyboscarta och familjen spottstritar. Inga underarter finns listade i Catalogue of Life.